# 帛琉雨滴螺
帛琉雨滴螺（學名：Pluviostilla palauensis）是雨滴螺屬（學名：Pluviostilla）的唯一物種，屬於一種蜑形類支序真珠蜑螺科的腹足綱軟體動物。
本物種是帛琉的獨有物種，發現於當地一個海底洞穴。